# Davies Nkausu
Davies Nkausu (Lusaka, 1º gennaio 1986) è un ex calciatore zambiano, di ruolo difensore.

## Palmarès

### Club

#### Competizioni nazionali
- Premier Soccer League (Sudafrica): 2

SuperSport United: 2008-2009, 2009-2010

### Nazionale
- Coppa d'Africa: 1

2012